# Abdourahmane Touré
 (février 2025).
Motif : Notoriété ? Sources ?
- Archive Wikiwix
- Bing
- Cairn
- DuckDuckGo
- E. Universalis
- Gallica
- Google
- G. Books
- G. News
- G. Scholar
- Persée
- Qwant
- (zh) Baidu
- (ru) Yandex
- (wd) trouver des œuvres sur Wikidata

| 1. | Préciser le motif de la pose du bandeau. | Précisez le motif de la pose du bandeau en utilisant la syntaxe suivante : {{admissibilité à vérifier\|date=mars 2025\|motif=remplacez ce texte par le motif}}                          |
| 2. | Informer les utilisateurs concernés.     | Pensez à avertir le créateur de l'article, par exemple, en insérant le code ci-dessous sur sa page de discussion : {{subst:avertissement admissibilité à vérifier\|Abdourahmane Touré}} |

 (janvier 2018).
Si vous disposez d'ouvrages ou d'articles de référence ou si vous connaissez des sites web de qualité traitant du thème abordé ici, merci de compléter l'article en donnant les références utiles à sa vérifiabilité et en les liant à la section « Notes et références ».
Ne doit pas être confondu avec Abdourahmane Oumar Touré.
Pour les articles homonymes, voir Touré.
Abdourahmane Touré est un homme politique né le 3 septembre 1943 à Matam.
Il a été ministre du Commerce sous le gouvernement de Niasse en 1983.
Il a mené une carrière de député puis de sénateur avant de rejoindre la coalition Macky en 2012.
Il est depuis lors le PCA (Président du conseil d'administration) de la SENELEC (Sénégalaise de l'électricité).